# Староседлиці
Староседлиці (пол. Starosiedlice) — село в Польщі, у гміні Ілжа Радомського повіту Мазовецького воєводства.
Населення — 278 осіб (2011).
У 1975-1998 роках село належало до Радомського воєводства.

## Демографія
Демографічна структура станом на 31 березня 2011 року:
|          | Загалом | Допрацездатний вік | Працездатний вік | Постпрацездатний вік |
| -------- | ------- | ------------------ | ---------------- | -------------------- |
| Чоловіки | 139     | 26                 | 93               | 20                   |
| Жінки    | 139     | 25                 | 71               | 43                   |
| Разом    | 278     | 51                 | 164              | 63                   |